# 科帕内
50°29′38″N 26°2′54″E / 50.49389°N 26.04833°E
科帕內（烏克蘭語：Копани）是烏克蘭的村落，位於該國西北部羅夫諾州，由杜布諾區負責管轄，始建於1960年，面積1.26平方公里，海拔高度224米，2001年人口219，人口密度每平方公里173.8人。